# Binnenlands Bestuur (tijdschrift)
Binnenlands Bestuur is een journalistiek onafhankelijke uitgave van Binnenlands Bestuur B.V. (onderdeel van Sijthoff Media). Binnenlands Bestuur richt zich met nieuws, achtergronden, opinie en vacatures op de hoger opgeleide ambtenaar en bestuurder.
Het tweewekelijkse tijdschrift wordt aangevuld door een website en een scala aan online activiteiten als digitale (thema)nieuwsbrieven. Binnenlands Bestuur staat onder hoofdredactie van Eric de Kluis.
Het eerste nummer van het vakblad Binnenlands Bestuur verscheen in januari 1979. Vanaf 2012 werden de online activiteiten sterk uitgebreid en organiseert Binnenlands Bestuur ook evenementen en congressen voor ambtenaren en bestuurders. Het blad bereikt circa 350.000 van de 981.000 ambtenaren in Nederland.